# Georgi Georgiev
Georgi Georgiev, född den 30 januari 1976 i Pazardzjik, Bulgarien, är en bulgarisk judoutövare.
Han tog OS-brons i herrarnas halv lättvikt i samband med de olympiska judotävlingarna 2004 i Aten.